# Joanna Piwowarska
Joanna Aleksandra Piwowarska (ur. 4 listopada 1983 w Wałczu) – polska lekkoatletka, tyczkarka.

## Kariera
Zawodniczka klubu AZS-AWF Warszawa. Uczestniczka igrzysk olimpijskich w Pekinie (2008). Zajęła tam 19. miejsce z wynikiem 4,30 i nie awansowała do finału. Siódma zawodniczka Halowych Mistrzostw Europy (Turyn 2009). Wielokrotna medalistka mistrzostw Polski w hali i na stadionie. Rekordy życiowe: stadion – 4,53 (12 maja 2006, Doha), hala – 4,51 (18 stycznia 2009, Warszawa i 10 lutego 2009, Bydgoszcz).